# Почесні громадяни Тбілісі
Почесний громадянин Тбілісі — почесне звання, що присвоюється за особливий внесок в розвиток Тбілісі під час свята Тбілісоба.

## Історія
Свято міста Тбілісоба вперше відбулося в 1979 році, тоді ж була закладена основа нової традиції — щорічне нагородження мером Тбілісі відомих діячів культури, спорту, громадських діячів, науковців, політиків і бізнесменів Грузії, а також іноземних громмадян. Ініціатором проведення свята став відомий грузинський мандрівник, краєзнавець і журналіст Гванджі Силованович Манія. Свято Тбілісоба і нагородження званням «Почесний громадянин Тбілісі» проводиться щорічно у жовтні. У 1989—1994 роках, в умовах загострення суспільно-політичної та соціально-економічної ситуації в країні свято не проводилося, відновилося лише в 1995 році. Зазвичай, почесним громадянам Тбілісі вручаються символічні ключі від столиці Грузії.

## Список почесних громадян Тбілісі

### 1979
- Ладо Гудіашвілі — народний художник Грузії, лауреат державної премії імені Шота Руставелі
- Костянтин Ілурідзе — коваль електровагоностроітельного заводу
- Акакій Шанідзе — мовознавець, академік Академії наук Грузії
- Шушана Чіковані — заслужений педагог Грузії

### 1980
- Іраклій Абашидзе — поет-академік
- Веріко Анджапарідзе — актриса, народна артистка Грузії
- Ніколоз Кехцовелі — ботанік, академік Академії наук Грузії
- Валеріан Челідзе — керівник бригади будівельників 14-ого тресту об'єднання «Тбілкалакмшені», Герой Соціалістичної Праці

### 1981
- Елгуджа Амашукелі — народний художник Грузії, голова Спілки художників Грузії
- Андрій Баланчивадзе — композитор, народний артист Грузії
- Владимер Бураковський — кардіохірург, академік Академії медичних наук СРСР, директор Московського інституту серцево-судинної хірургії
- Віктор Купрадзе — математик, академік Академії наук Грузії
- Георгій Куртанідзе — бригадир
- Ніно Рамішвілі — танцівниця, хореограф, народний артист Грузії
- Ілля Сухішвілі — танцюрист, хореограф, народний артист Грузії

### 1982
- Віктор Амбарцумян — астрофізик, академік і президент Академії наук Вірменії
- Гіві Гачечиладзе — токар вагонобудівного заводу
- Сесіль Такаїшвілі — актор, народний артист Грузії
- Іраклій Тоїдзе — художник-графік, заслужений діяч мистецтв Грузії
- Карло Каладзе — поет і драматург
- Тенгіз Ментешашвілі — секретар президії Верховної Ради СРСР
- Ніязі Тагізаде-Гаджибеков — азербайджанський композитор і диригент
- Євген Примаков — директор Інституту сходознавства Академії наук СРСР, академік
- Євген Харадзе — астроном, президент Академії наук Грузії
- Уча Джапарідзе — народний художник Грузії

### 1983
- Манана Абрамишвілі-Фетіашвілі — багатодітна мати
- Мераб Бердзенішвілі — скульптор, народний художник Грузії
- Авліп Зурабішвілі — психіатр, академік Академії наук Грузії
- Анна Каландадзе — поет
- Лев Куліджанов — кінорежисер, перший секретар адміністрації спілки кінематографістів СРСР
- Отар Літанішвілі — народний художник Грузії, головний художник Тбілісі
- Гурам Метонідзе — електромонтажер на підприємстві «Елмавалмшені»
- Георгій Товстоногов — головний режисер Державного академічного драматичного театру Максима Горького
- Георгій Цабадзе — композитор, народний артист Грузії

### 1984
- Григол Абашидзе — поет-академік
- Василь Бородавка — робітник заводу «Центролит», Герой Соціалістичної Праці
- Георгій Данелія — кінорежисер, лауреат Державної премії СРСР
- Іраклій Цицишвілі — доктор мистецтвознавства, Герой Соціалістичної Праці

### 1985
- Наталя Бурмістрова — акторка Російського державного драматичного театру імені Грибоєдова, народна артистка СРСР
- Отар Тактакішвілі — композитор, народний артист Грузії
- Трифон Ростіашвілі — бригадир об'єднання токарів авіаційного заводу імені Дмитрова, лауреат Державної премії Грузинської РСР
- Шота Кавлашвілі — головний архітектор Тбілісі, лауреат державної премії імені Шота Руставелі
- Едуард Шеварнадзе — міністр закордонних справ СРСР

### 1986
- Вахтанг Берідзе — історик мистецтва, директор Інституту грузинського мистецтва Академії наук Грузії, академік
- Георгій Гулія — заслужений діяч Грузії та Абхазької АР
- Одіссей Дімітріаді — диригент, народний артист Грузії
- Михайло Туманішвілі — режисер, народний артист Грузії
- Ніно Панова — робоча об'єднання «Крцаніси»
- Віра Кемашвілі — бригадир тбіліського комбінату «Радянська Грузія»
- Симон Хечінашвілі — оториноларинголог, директор Тбіліського інституту лікарської майстерності, академік Академії медичних наук СРСР

### 1987
- Зураб Анджапарідзе — співак, народний артист Грузії, директор Тбіліської консерваторії
- Тіна Асатіані — фізик, глава відділу Єреванського інституту фізики
- Рашид Бейбутов — співак, народний артист СРСР
- Сергі Дурмішидзе — біохімік, віце-президент Академії наук Грузії, академік
- Кетеван Ломтатідзе — ісорік, доктор історичних наук
- Григол Терещенко — передовий працівник

### 1988
- Віктор Гоцирідзе — головний спеціаліст управління «Тбілгвірабмшені», лауреат державної премії СРСР
- Олександр Даташвілі — бригадир.
- Маріам Лордкіпанідзе — історик, член-кореспондент Академії наук Грузії, голова кафедри історії ТГУ
- Борис Пайчадзе — футболіст, заслужений майстер спорту СРСР
- Мелор Стуруа — журналіст, оглядач газети «Известия»
- Медея Джапарідзе — актор Театру імені Коте Марджанішвілі

### 1995
- Нані Брегвадзе — естрадна співачка, народна артистка Грузії
- Валеріан Гугунава — Герой Соціалістичної Праці, ветеран війни
- Мурман Лебанідзе — поет, лауреат державної премії імені Шота Руставелі
- Теймураз Чіргадзе — лікар,

### 1996
- Георгій Батіашвілі — архітектор, один з авторів відновлення-регенерації Старого Тбілісі, професор
- Бідзіна Квернадзе — композитор
- Григол Лордкіпанідзе — режисер, голова Союзу театрів Грузії
- Коте Махарадзе — актор, народний артист Грузії
- Нурсултан Назарбаєв — Президент Казахстану
- Анатолій Собчак — колишній мер Санкт-Петербурга, політичний і громадський діяч
- Роберт Стуруа — режисер, художній керівник Державного академічного театру імені Шота Руставелі
- Джансуг Чарквіані — поет, лауреат державної премії імені Шота Руставелі, редактор журналу «Дроша»
- Георгій Чубінашвілі — почесний головний інженер «Тбіліського городопроекта»
- Акакій Дзідзігурі — дирекор Грузинської національної бібліотеки, заслужений діяч мистецтва

### 1997
- Аскар Акаєв — Президент Киргизстану
- Карло Мегрелішвілі — заслужений інженер Грузії
- Вахтанг Табліашвілі — режисер, народний артист Грузії
- Рамаз Чхіквадзе — актор, народний артист Грузії
- Софіко Чіаурелі — актор, народний артист Грузії
- Отар Джапарідзе — археолог, академік Академії наук Грузії

### 1998
- Андрій Апакідзе — історик, археолог, віце-президент Грузинської академії наук, академік
- Джано Багратіоні — голова Національного олімпійського комітету Грузії
- Георгій Бадрідзе — кінодраматург
- Фрідон Тодуа — лікар, директор діагностичного центру
- Вахтанг Кікабідзе — естрадний співак, актор
- Роберт Кочарян — президент Вірменії
- Джуаншер Мікатадзе — скульптор, народний художник Грузії
- Вахтанг Мосідзе — фізіолог, директор Інституту фізіології імені І. Беріташвілі
- Біньямін Нетаньягу — прем'єр-міністр Ізраїлю
- Мстислав Ростропович — музикант, віолончеліст
- Вахтанг Саларідзе — актор, народний артист Грузії
- Михайло Квлівідзе — поет
- Костянтин Церетелі — сходознавець, академік академії наук Грузії

### 1999
- Важа Азарашвілі — композитор, голова Спілки композиторів
- Вахтанг Балавадзе — спортсмен, дворазовий чемпіон світу з вільної боротьби
- Лео Бокерія — хірург, академік Російської академії наук, директор Московського центру серцево-судинної хірургії
- Григол Тоїдзе — художник, лауреат державної премії імені Шота Руставелі
- Гурам Лордкіпанідзе — актор, народний артист Грузії
- Роїн Метревелі — історик, академік Грузинської академії наук, ректор ТГУ
- Іза Орджонікідзе — поет, директор Музею грузинської літератури імені Георгія Леонідзе
- Константінос Стефанопулос — президент Греції
- Тенгіз Сухішвілі — народний артист Грузії, директор «Грузинського національного балету»
- Іраклі Цицишвілі — педіатр, професор
- Фрідон Халваші — поет, лауреат державної премії імені Шота Руставелі

### 2000
- Тамаз Гамкрелідзе — мовознавець, академік Академії наук Грузії, директор Інституту сходознавства імені Г. Церетелі
- Нонна Гапріндашвілі — шахістка, п'ятиразова чемпіонка світу, співпрезидент Федерації шахів Грузії
- Пантіко Тордія — генеральний директор ТОВ «Тбілавіамшені»
- Натела Янкошвілі — народний художник Грузії, лауреат державної премії імені Шота Руставелі
- Аміран Кавкасідзе — лікар, віце-президент товариства «Тбіліселі»
- Заал Кахіані — доктор медичних наук, професор
- Нодар Ломоурі — історик, професор, директор Грузинського музею мистецтв імені Ш. Амиранашвілі
- Омар Мхеїдзе — танцюрист, народний артист Грузії

### 2001
- Георгій Алексі-Месхишвілі — живописець, сценограф, народний художник Грузії, лауреат державної премії СРСР
- Чабуа Аміреджибі — письменник, лауреат державної премії СРСР і премії імені Шота Руставелі
- Паата Бурчуладзе — співак, лауреат державної премії імені Шота Руставелі
- Карло Лекішвілі — вчений у сфері автомобілебудування, генеральний директор державного військового центру «Дельта»
- Владимер Патеїшвілі — заслужений економіст Грузії, президент «Банку Грузії»
- Гурам Сагарадзе — актор, народний артист Грузії, лауреат державної премії імені Шота Руставелі та державної премії СРСР
- Тенгіз Гвініашвілі — скульптор, заслужений художник Грузії
- Георгій Шхвацабая — скульптор, народний художник Грузії, лауреат державної премії Грузії
- Реваз Чхеїдзе — кінорежисер, народний артист Грузії

### 2002
- Олександр Басілая — композитор
- Тамар Деканосідзе — лікар
- Гіві Інцкирвелі — юрист політолог
- Доріан Кітія — заслужений діяч мистецтв Грузії
- Зураб Лежава — Заслужений художник Грузинської РСР
- Мераб Мерабішвілі — скульптор, народний художник Грузії
- Тамаз Чхенкелі — поет, перекладач
- Зураб Церетелі — художник
- Мзія Джугелі — перша грузинка, що стала олімпійською чемпіонкою
- Медея Чахава — актриса

### 2003
- Реваз Амашукелі — поет
- Альберт Тавхелідзе — академік РАН (1990), президент Академії наук Грузії (1986—2005)
- Ламара Маргвелашвілі — педагог
- Лев Маркіз — скрипаль, головний диригент Камерного оркестру Женеви
- Мураз Мурванідзе — театральний художник, Заслужений художник Грузинської РСР
- Гізо Нішніанідзе — поет
- Мераб Пічхадзе — меценат
- Нодар Кіпшидзе — терапевт
- Тамаз Шилакадзе — винахідник
- Борис Ципурія — актор, Народний артист Грузинської РСР
- Вахтанг Хуцидзе — лікар
- Рафаель Шимішкян — важкоатлет, 11-разовий рекордсмен світу, олімпійський чемпіон
- Гурам Сагарадзе — борець вільного стилю, срібний призер Олімпійських ігор, дворазовий чемпіон світу
- Леван Тедіашвілі — борець вільного стилю і самбіст, п'ятиразовий чемпіон світу, дворазовий олімпійський чемпіон
- Давид Цимакурідзе — борець вільного стилю, олімпійський чемпіон
- Владимер Канделакі — художник

### 2004
- Нуну Дугашвілі — композитор
- Ваніко Мачаваріані — співак
- Джемал Аджіашвілі — письменник
- Жан-Марк Еро — мер Нанта
- Марк Малкович III — музикант

### 2005
- Емір Бурджанадзе — художник
- Герхард Лаукс — голова геоінформаційної і вимірювальної служби Заарбрюкен
- Віктор Санєєв — триразовий олімпійський чемпіон з легкої атлетики

### 2006
- Коте Чолокашвілі — етнограф, музеєзнавець
- Ергун Атабай (Гурам Кокладзе) — бізнесмен, благодійник

### 2007
- Гія Канчелі — композитор, лауреат Державних премій СРСР і Грузинської РСР, народний артист Грузинської РСР, народний артист СРСР
- Важа Орбеладзе — архітектор
- Януш Шевчук — голова асоціації гмінів Польщі

### 2008
- Жильбер Альбер — швейцарський ювелір
- Таріел Кутателадзе — архітектор
- Алі Ісаєв-Аварський — дагестанський артист
- Генрі Паріс — вчений
- Теймураз Берідзе — історик
- Клаус Хіпп — підприємець

### 2009[3]
- Отар Рамішвілі — композитор
- Антон Миракішвілі — лікар
- Віра Цигнадзе — балерина, педагог, народна артистка Грузинської РСР (1955), лауреат Сталінської премії
- Елісо Вірсаладзе — піаністка, лауреат премії імені Р. Шумана, державної премієї Грузинської РСР, народна артистка Грузинської РСР і СРСР
- Нана Александрія — шахістка, багаторазова переможниця Всесвітніх олімпіад у складі збірної СРСР
- Реджеп Жорданія — син першого Президента Грузії Ное Жорданія
- Бессаріон Гелдіашвілі — архітектор
- Мікаел Джафаров — екс-мер Баку

### 2010[4]
- Натела Урушадзе — театрознавець
- Гастон Буачїдзе — професор Кантського університету
- Темур Чехідзе — театральний режисер, Народний артист Росії, лауреат Ленінської премії
- Марех Годзіашвілі — співачка
- Гіві Берікашвілі — актор
- Темур Циклаурі — співак, Народний артист Грузинської РСР
- Олексій Фадєїчев — хореограф, колишній артист, педагог-репетитор Большого театру
- Пауль Кумер — представник мерії Інсбрука
- Теймураз Мурванідзе — театральний художник, сценограф, Заслужений художник Грузинської РСР
- Мераб Сарелі — професор, провідний фахівець онкологічного департаменту медичного центру ім. Хаїм Шиба
- Автанділ Квезерелі — професор
- Тамаз Герсамія — архітектор
- Шалва Давіташвілі — композитор
- Роберт Шавлакадзе — олімпійський чемпіон зі стрибків у висоту
- Манаба Магомедова — дагестанська художниця

### 2011[5]
- Олег Басілашвілі — актор театру і кіно, народний артист СРСР
- Саліх Гуртуєв — балкарський поет, Заслужений діяч культури Кабардино-Балкарської Республіки, президент Клубу письменників Кавказу
- Майя Чибурданідзе — шахістка шоста чемпіонка світу
- Тамаз Гоготішвілі — хореограф, заслужений вчитель і заслужений діяч мистецтв Грузії, лауреата Державної премії Грузії
- Нуну Габунія — співачка і композитор, Народна артистка Грузії
- Вахтанг Татішвілі — соліст ансамблю «Іверія»
- Манана Тандашвілі — філолог, професор Університету Гете Франкфурта
- Мосе Мдінарадзе — голова Тбіліської ради ветеранів війни і збройних сил
- Мері Давіташвілі — композитор, заслужений діяч мистецтв Грузинської РСР
- Шота Хевсуріані — доктор медичних наук, професор, президент нейрохірургії Грузії
- Леван Алексідзе — доктор юридичних наук, професор
- Суліко Корошинадзе — співак
- Йованна — грецька співачка, письменниця і поетеса
- Кент Вокер — член президії тбіліського Товариства дружби Атланти
- Пауло Дель Бьянко — президент римського «Фонда Дель Бьянко»

### 2012[6]
- Цисана Татішвілі — оперна співачка, народна артистка СРСР
- Джамлет Хухашвілі — спорткомментатор, засновник радіо «Джако»
- Бідзіна Мургуліа — громадський діяч, академік
- Михайло Давидов — член Російської академії медичних наук
- Каха Цабадзе — композитор, голова Спілки композиторів Грузії
- Шахін Прифогли Мовсумов — інвестор житлового комплексу «Дірсен»

### 2013[7]
- Тамаз Чіладзе — письменник
- Аміран Шалікашвілі — актор, режисер, народний артист Грузії
- Мзія Надірадзе — керівник літературно-меморіального будинку-музею Іллі Чавчавадзе
- Малхаз Сонгулашвілі — головний єпископ Євангельської баптистської церкви Грузії
- Ціала Калмахелідзе — бібліотекар
- Кеті Матабелі — художник
- Рамін Мікаберідзе — співак, тенор
- Темур Кітелашвілі — музикант, гітарист-віртуоз
- Тамаз Челідзе — геофізик
- Гіоргі Члаїдзе — композитор
- Теймураз Бабунашвілі — професор
- Джемал Багашвілі — музикант, заслужений артист Грузії
- Нугзар Шарія — журналіст, актор
- Нодар Гіоргадзе бізнесмен
- Тенгіз Долідзе — співробітник Тбіліського метрополітену
- Анзор Таркашвілі — водій автобуса
- Гела Чарквіані — дипломат
- Малгожата Гошевська — голова парламентської групи Грузія-Польща

### 2014[8]
- Ламара Абашмадзе — архітектор, автор проектів станцій метрополітену
- Кахі Кавсадзе — актор, народний артист Грузинської РСР
- Бачана Брегвадзе — письменник
- Іва Берадзе — вчений-лікар
- Анзор Еркомаішвілі — хоровий диригент і фольклорист, народний артист Грузинської РСР
- Гурам Бзванелі — композитор
- Гія Чіракадзе — соліст фольклорного ансамблю
- Гіві Гамбашідзе — вчений-археолог, кавказознавець
- Річард Норланд — посол США в Грузії
- Юваль Фукс — посол Ізраїлю в Грузії

### 2015[9]
- Лаша Табукашвілі — письменник
- Полад Бюльбюльогли — співак і композитор, народний артист Азербайджанської РСР
- Бесик Іашвілі — лікар
- Мзекала Шанідзе — вчений-мовознавець, академік Грузинської академії наук
- Гія Джапарідзе — скульптор
- Омар Напетварідзе — архітектор
- Джумбер Берадзе — танцюрист
- Гіві Шахназаров — поет, перекладач, публіцист
- Олександр Корсантія — піаніст
- Кеті Долідзе — кінорежисер, художній керівник Тбіліського театру кіноактора
- Георгій Шенгелая — кінорежисер, сценарист і актор, народний артист Грузинської РСР

### 2016[10]
- Леван Чачіашвілі — лікар
- Гела Мухашаврія — лікар
- Олександр Чивадзе — футболіст
- Лали Бадурашвілі — акторка
- Нодар Мгалоблішвілі — актор
- Тамара Схіртладзе — акторка
- Джемал Чкуаселі — керівник ансамблю «Ерісіоні»
- Роберт Гоголашвілі — хормейстер і співак
- Фрідон Сулаберідзе — хореограф і танцівник
- Георгій Квесітадзе — президент Національної академії наук Грузії, академік НАН Грузії
- Дмитро Еріставі — Народний художник Грузинської РСР
- Реваз Габріадзе — кінорежисер, письменник, драматург
- Ліана Ісакадзе — скрипалька і диригент, народна артистка Грузії

### 2017[11]
- Ладо Атанелі[ka] — баритон
- Тамаз Чиладзе — письменник, поет і драматург
- Роман Шакаришвілі[ka] — лікар, вчений, невролог, член Грузинської академії медико-біологічних наук, член Академії природничих наук
- Олександр Метревелі — тенісист, колишня дев'ята ракетка світу
- Йоганнес Ган — єврокомісар ЄС з питань політики сусідства та розширення
- Мераб Тавадзе — актор, режисер і сценарист
- Гульнара Чапідзе[ka] — лікар, вчена
- Деміко Лоладзе[ka] — письменник, журналіст
- Етері Кемертелідзе[ka] — фармакохімік, член-кореспондент Грузинської академії наук
- Заїра Даварашвілі — педагог, перекладач та публіцист
- Важа Дурглішвілі[ka] — композитор, Заслужений діяч мистецтва Грузії
- Тамаз Курашвілі — контрабасист і бас-гітарист
- Заза Пачулія — баскетболіст, який виступав на позиції центрового за декілька команд НБА

### 2018[12]
- Кеті Мелуа — британська співачка грузинського походження
- Михайло Баришников — американський балетний танцівник, хореограф, балетмейстер, актор кіно російського походження
- Лана Гогоберідзе — кінорежисерка та сценаристка, Народна артистка Грузинської РСР
- Елгуджа Медзмаріашвілі[ka] — конструктор космічних об'єктів, професор, генерал-майор, академік Грузинської національної академії наук
- Гюллі Чохелі[ka] — джазова співачка, актриса, кінорежисер, художниця, письменниця, сценаристка, правозахисниця та громадська діячка
- Тенгіз Утмелідзе[ka] — танцюрист та хореограф
- Гайоз Канделакі[ka] — діяч мистецтв
- Майя Манія[ka] — архітекторка, історик архітектури
- Костянтин Мардалейшвілі[ka] — лікар-онколог
- Нодар Церцвадзе — гідролог
- Ладо Кахадзе[ka] — лікар, політик
- Темур Чалабашвілі[ka] — письменник, поет, журналіст
- Шабтай Цур[ka] — Надзвичайний і Повноважний Посол Ізраїлю в Грузії
- Вахтанг Кахідзе[ka] — диригент, піаніст та композитор
- Ніколоз Рачвелі[ka] — диригент, та композитор

### 2019[13]
- Гьозал Думоєв — власник «Тбілсерві Груп»
- Гіві Мамулашвілі — майстер зовнішнього освітлення «Тбілсерві Груп»
- Автанділ Кобахідзе — працівник Служби будівництва тунелів
- Валеріан Метафлішвілі — Тбіліська транспортна компанія, водій автобуса
- Рогнета Кучава — бібліотекар
- Мея Мегрелішвілі — вчитель музики дитячого садка
- Ніко Лекішвілі — колишній мер Тбілісі